# 常德传
常德传（1945年—），山东牟平人，汉族，中华人民共和国政治人物、第十一届全国人民代表大会山东地区代表。
毕业于大连海运学院港电专业，是中共党员。担任青岛港有限公司董事局主席、总裁。2008年起担任全国人大代表。